# Sakira Ventura Quintana
Sakira Ventura Quintana   (Sagunt, 1 de juliol de 1993) és una musicòloga, professora i intèrpret de flauta travessera valenciana.
Va titular-se en el Conservatori Superior de Música Joaquín Rodrigo de València el 2018. Va guanyar presència en els mitjans de comunicació arran de la publicació, el juliol de 2020, del Mapa interactiu de les Creadores de la Història de la Música, on figuren més de mig miler de dones músiques d'ençà el segle ix. Amb aquest projecte, Ventura perseguia posar en relleu la figura de la dona en la composició musical, sobretot en èpoques en les que aquestes han sigut invisibilitzades i infrarrepresentades en el món acadèmic. La valenciana ha denunciat que aquest fet segueix sent una realitat en els plans d'estudi actuals i que s'hauria d'impartir matèries que comptessin amb l'òptica feminista.
L'èxit del Mapa de Creadores l'ha permès realitzar conferències i participar en congressos internacionals, publicar en revistes especialitzades i impartir cursos de formació a professorat.